# 东邑龙王庙
36°17′37″N 113°15′35″E / 36.29361°N 113.25972°E
东邑龙王庙位于中国山西省长治市潞城区成家川街道东邑村北，2006年被列为第六批全国重点文物保护单位。
东邑龙王庙始建年代不详，庙坐北朝南，总占地1700平方米，现存山门、戏台、正殿、耳殿、厢房等建筑，其中正殿为金代遗构，余为清代建筑。正殿面阔三间，进深六椽，单檐悬山顶，檐下斗栱为五铺作单抄单下昂，梁架结构为四椽栿对前乳栿通檐用三柱。